# Línia Sennichimae
La Línia Sennichimae (en japonès 千日前線, romanitzat Sennichimae-sen) és una línia del metro d'Osaka. Aquest línia connecta les parts occidentals del centre d'Osaka (incloent la àrea de Fukushima) amb les àrees de Tsuruhashi i Ikuno, al sud-est de la ciutat, via el districte de Nanba. Els noms oficials d'aquest línia són Línia 5 del Tramvia Elèctric Ràpida (高速電気軌道第5号線) i Línia 5 del Ferrocarril Ràpid de la Ciutat d'Osaka (大阪市高速鉄道第5号線).

## Història
La primera secció de la línia Sennichimae va ser inaugurada el 16 d'abril de 1969 amb cinc estacions; els trens van circular entre les estacions Nodahanshin i Sakuragawa. El 25 de juliol d'aquell any, la segona secció de la línia, va ser inaugurada amb tres estacions (Tanimachi Kyuchome, Tsuruhashi, i Imazato). Una quarta estació (Shin-Fukuae) va ser afegida més tard. Les dues seccions de la línia van quedar connectades quan una secció de l'estació Sakuragawa a l'estació Tanimachi Kyuchome (via l'Estació de Namba) va ser inaugurada l'11 de març de 1970. En el 2 de desembre de 1981, la línia va ser realitzada quan una extensió de l'estació Shin-Fukuae a l'estació Minami-Tatsumi va ser oberta.
Durant l'any de 2014, totes les estacions de la línia Sennichimae van ser equipades amb portes d'andana.

## Estacions
| Estació Número | Imatge             | Estació            | Japonès    | Distància (km)  | Distància (km) | Enllaç                                          | Situació    |
| Estació Número | Imatge             | Estació            | Japonès    | Entre estacions | Total          | Enllaç                                          | Situació    |
| -------------- | ------------------ | ------------------ | ---------- | --------------- | -------------- | ----------------------------------------------- | ----------- |
| S11            | Nodahanshin        | Nodahanshin        | 野田阪神   | 0,0             | 0,0            | Hanshin-Principal (HS03) JR West-Tōzai (JR-H46) | Fukushima   |
| S12            | Tamagawa           | Tamagawa           | 玉川       | 0,6             | 0,6            | JR West-Circular (JR-O13)                       | Fukushima   |
| S13            | Awaza              | Awaza              | 阿波座     | 1,3             | 1,9            |                                                 | Nishi       |
| S14            | Nishi-Nagahori     | Nishi-Nagahori     | 西長堀     | 1,0             | 2,9            | Metro-Tanimachi (T13)                           | Nishi       |
| S15            | Sakuragawa         | Sakuragawa         | 桜川       | 0,9             | 3,8            |                                                 | Naniwa      |
| S16            | Nanba              | Nanba              | なんば     | 1,1             | 4,9            |                                                 | Chūō        |
| S17            | Nipponbashi        | Nipponbashi        | 日本橋     | 0,7             | 5,6            | Keihan-Sekime                                   | Chūō        |
| S18            | Tanimachikyuuchōme | Tanimachi-Kyūchōme | 谷町九丁目 | 1,0             | 6,6            | Metro-Nagahori Tsurumi-ryokuchi (N23)           | Tennōji     |
| S19            | Tsuruhashi         | Tsuruhashi         | 鶴橋       | 1,1             | 7,7            | JR West-Katamachi i Osaka Higashi               | Tennōji     |
| S20            | Imazato            | Imazato            | 今里       | 1,5             | 9,2            | Metro-Sennichimae (S20)                         | Higashinari |
| S21            | Shin-Fukae         | Shin-Fukae         | 新深江     | 0,9             | 10,1           |                                                 | Higashinari |
| S22            | Shôji              | Shōji              | 小路       | 1,0             | 11,1           |                                                 | Ikuno       |
| S23            | Kita-Tatsumi       | Kita-Tatsumi       | 北巽       | 0,9             | 12,0           |                                                 | Ikuno       |
| S24            | Minami-Tatsumi     | Minami-Tatsumi     | 南巽       | 1,1             | 13,1           |                                                 | Ikuno       |

## Parc mòbil

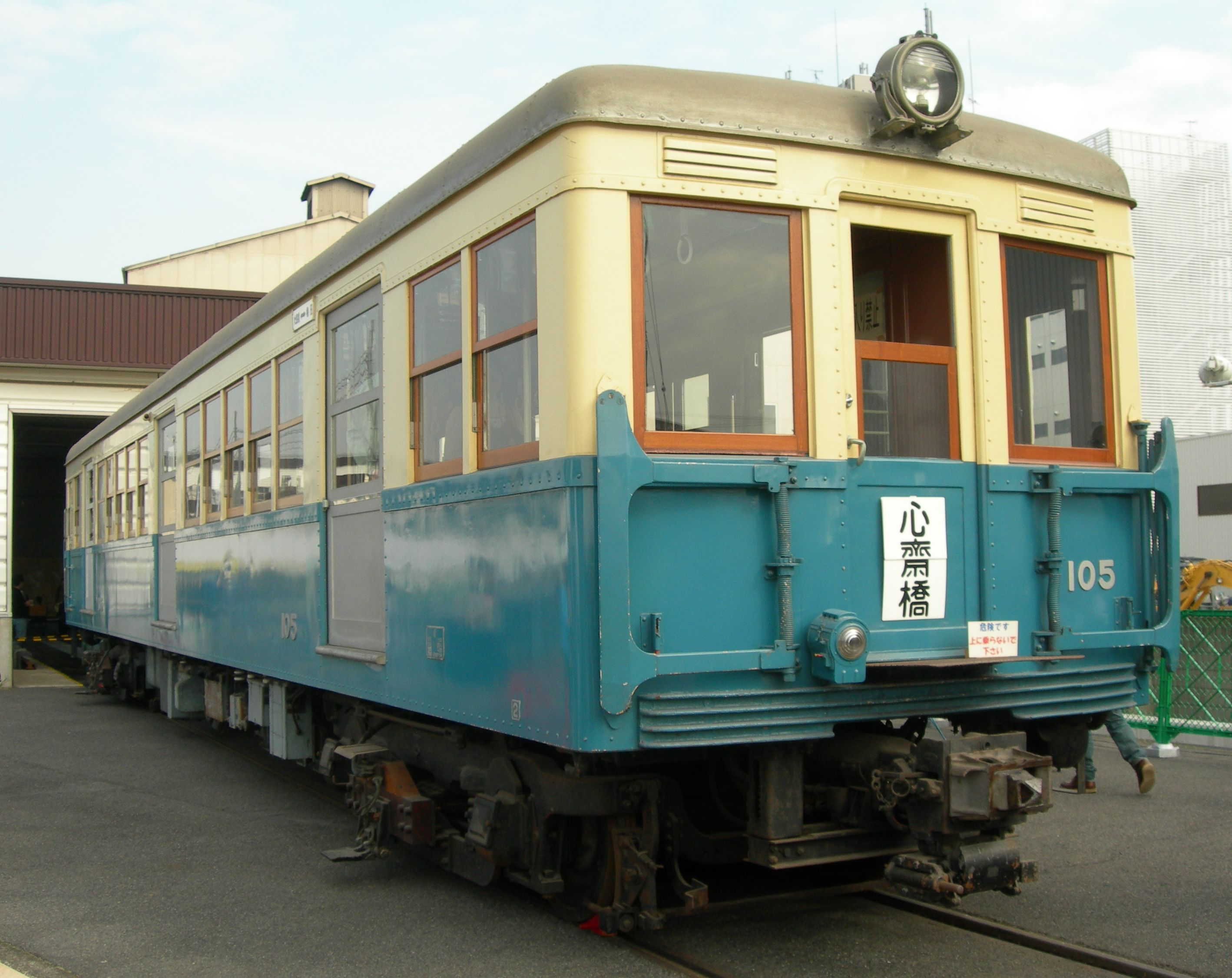
Sèrie 100 II (1969-1989)
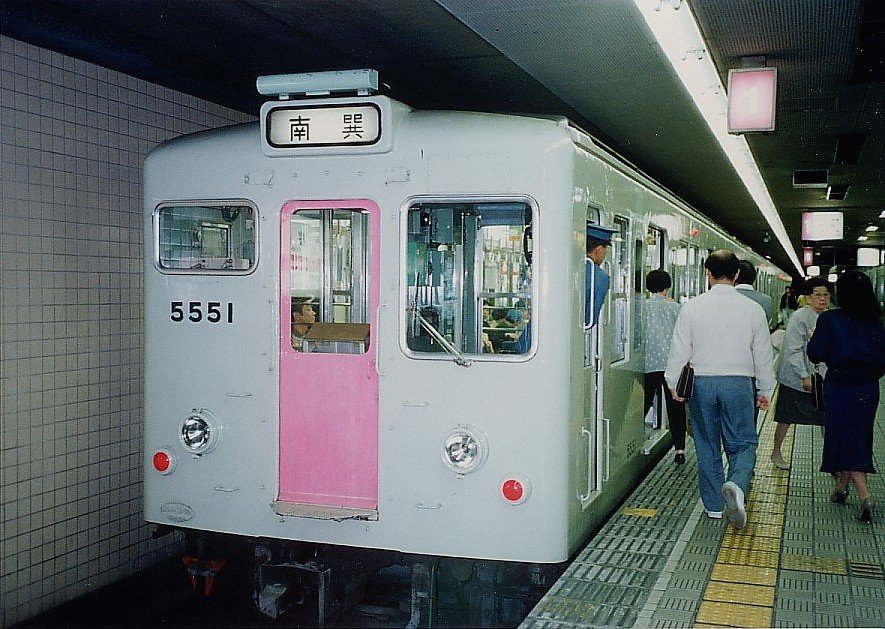
Sèrie 50 (1969-1994)
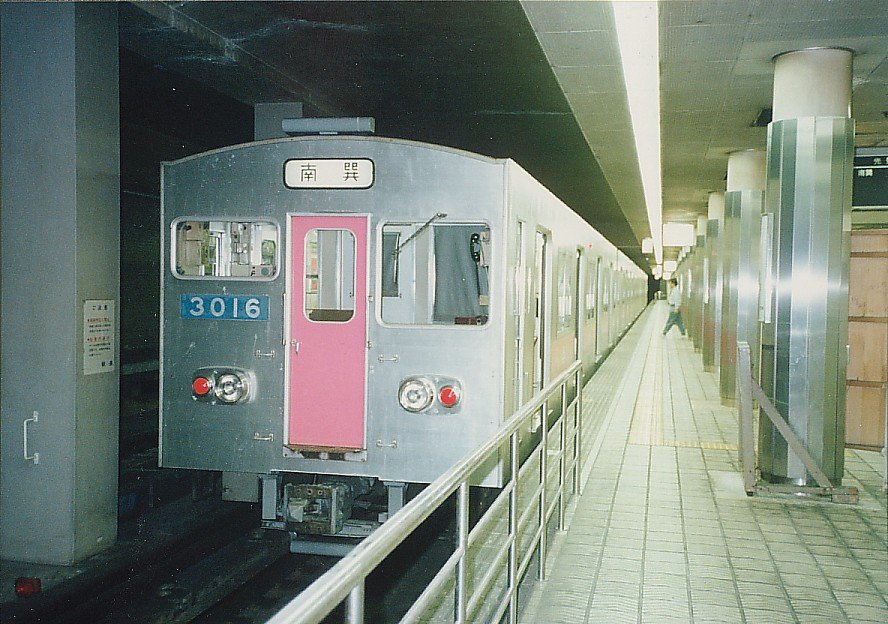
Sèrie 30 (1969-2013)
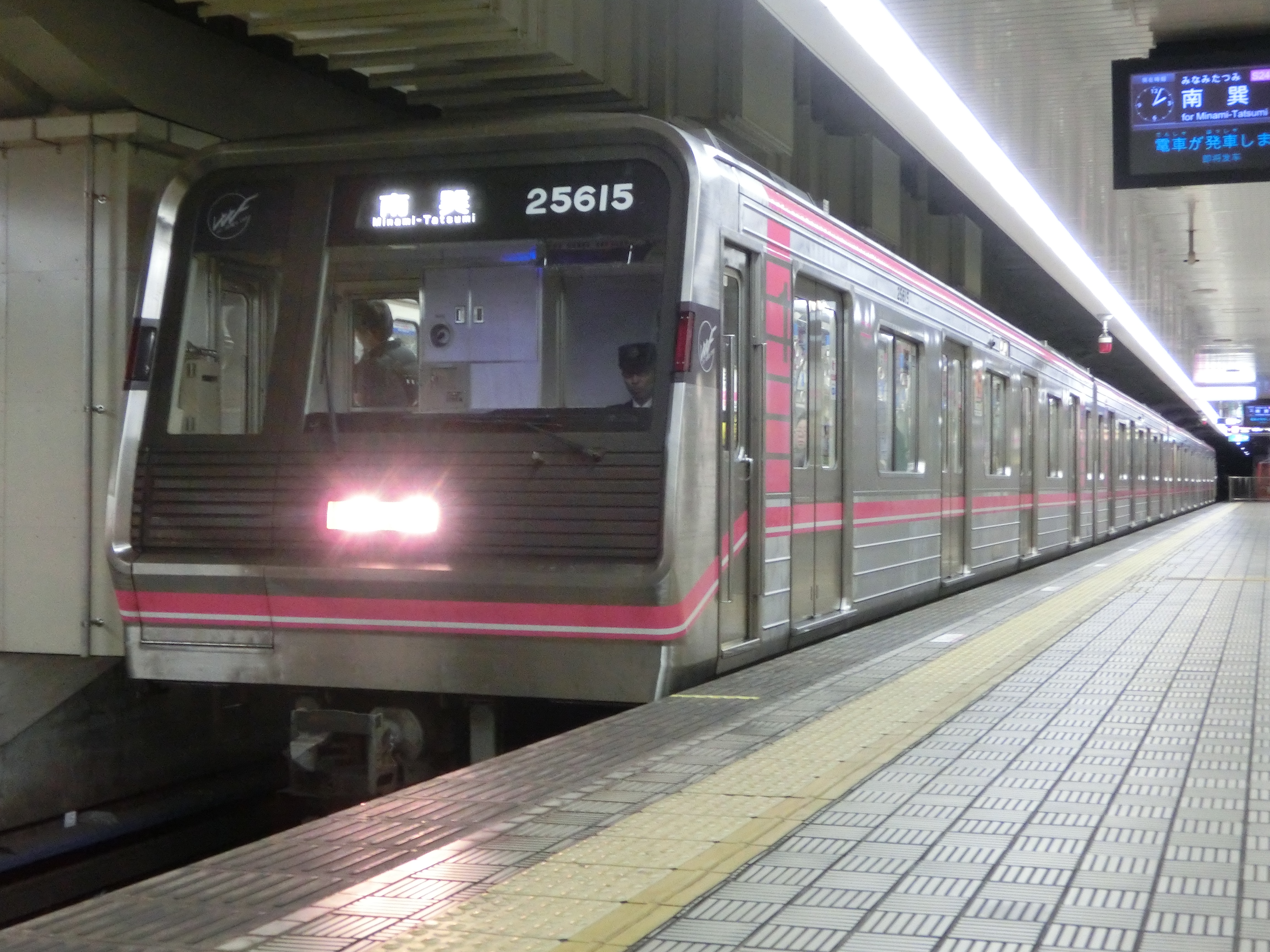
Sèrie 25 (1984-present)